# Kisgyertyános
Kisgyertyános (más néven Oroszhrabóc, 1899-ig Sztropkó-Hrabócz, szlovákul: Vyšný Hrabovec) község Szlovákiában, az Eperjesi kerület Sztropkói járásában.

## Fekvése
Sztropkótól 18 km-re délre, az Ondavai-dombság középső részén fekszik.

## Története
1408-ban említik először. A sztropkói uradalom része volt, amikor Luxemburgi Zsigmond király katonai szolgálataiért Perényi Imrének adta. A 15. és 17. század között megszakítás nélkül a sztropkói uradalom része. 1600-ban hét adózó portáján kívül a soltész háza és a paplak állt a faluban.
A 18. század végén Vályi András így ír róla: „HRABÓCZ. Orosz Hrabócz. Orosz falu Zemplén Várm. földes Ura B. Vécsey Uraság, lakosai leg inkább ó hitűek, fekszik nap kel. Orosz Bisztrához 1, nap ny. Dubrova Sumgoczeczel öszve kaptsoltt helységekhez 1/2 órányira, határja két nyomásbéli, hegyes, követses, sovány, a’ földgye többnyire zabot terem; középszerűen árpát, kölest, tatárkát, és krompélyt, erdője elég van, piatzok Ungváron, és Homonnán.”
Fényes Elek 1851-ben kiadott geográfiai szótárában így ír a faluról: „Orosz-Hrabocz, orosz falu, Zemplén vmegyében, Turány fil. 8 római, 148 g. kath., 15 zsidó lak. 353 h. szántófölddel.”
Borovszky Samu monográfiasorozatának Zemplén vármegyét tárgyaló része szerint: „Kisgyertyános, azelőtt Sztropkó-Hrabócz, tót kisközség 14 házzal s 81 gör. kath. vallású lakossal. Postája és távírója Kelcse, vasúti állomása Varannó. Azelőtt Orosz-Hrabócz néven is szerepelt s a sztropkói uradalom tartozéka volt. Az újabb korban a báró Vécseyek s a Jekelfalussyak voltak az urai. Ez időszerint nincs nagyobb birtokosa. Gör. kath. temploma 1850-ben épült.”
1920 előtt Zemplén vármegye Sztropkói járásához tartozott.

## Népessége
| Év:            | 1994. | 2004.   | 2014. | 2024.   |
| -------------- | ----- | ------- | ----- | ------- |
| Emberek száma: | 198   | 200     | 180   | 188     |
| Eltérés:       |       | +1,01 % | -10 % | +4,44 % |

| Év:            | 2023. | 2024.   |
| -------------- | ----- | ------- |
| Emberek száma: | 192   | 188     |
| Eltérés:       |       | -2,08 % |

1910-ben 303-an, többségében lengyelek lakták, jelentős ruszin kisebbséggel.
2001-ben 210 lakosából 200 szlovák volt.
2011-ben 193 lakosából 189 szlovák.

## Nevezetességei
Szent Péter és Pál apostolok tiszteletére szentelt görögkatolikus temploma.